# Erzbergbau Porta-Damme
Die Erzbergbau Porta-Damme AG wurde am 18. März 1953 als Tochtergesellschaft der Barbara Erzbergbau AG und der Harz-Lahn Erzbergbau AG gegründet. Durch die Porta-Damme AG wurden bis 1967 die Bergwerke Eisenerzgrube Damme und bis 1962 Eisenerzgrube Porta betrieben. Der letzte Geschäftsführer war Friedrich Medenbach.
Die Gesellschaft wurde nach 1963 zu einer GmbH umgewandelt und im Jahr 1967 nach der Schließung der Eisenerzgrube Damme aufgelöst, die heutige Rechtsnachfolgerin ist die Barbara Rohstoffbetriebe GmbH mit Sitz in Langenfeld.

## Quelle
- Hans Röhrs: Erz und Kohle. Bergbau und Eisenhütten zwischen Ems und Weser. Ibbenbürener Vereinsdruckerei (IVD), Ibbenbüren 1992, 263 S., ISBN 3-921290-62-7
- Barbara Rohstoffbetriebe GmbH (Niederlassung Nammen – 2008)